# 차비 에르난데스
차비에르 에르난데스 크레우스(스페인어: Xavier Hernández Creus 사비에르 에르난데스 크레우스[*], 스페인어 발음: [ˈʃaβjeɾ eɾˈnandeθ]; 1980년 1월 25일~)는 스페인의 전 축구 선수, 현 축구 감독이다. 역대 최고의 미드필더들 중 한 명인 그는 뛰어난 패싱력, 시야, 볼 소유, 포지셔닝으로 널리 알려져 있다.
차비는 슈팅을 많이 시도하는 선수는 아니지만 성공률이 매우 높으며, 이따금씩 나오는 득점은 거의 동점골이나 결승골이어서 팀에 엄청난 영향을 끼친다. 또한 키가 작고 왜소해서 몸싸움과 공중볼에 강한 편은 아니지만, 매우 영리한 게임을 하는 선수로 몸싸움이 필요한 상황 자체를 잘 만들지 않는다.
2008-09 시즌 바르셀로나와 스페인 국가대표팀에서 차비 에르난데스의 능력은 멈출 줄을 몰랐다. 소속팀 바르셀로나의 트레블 (리그, 챔피언스리그, 스페인컵대회)의 핵심 미드필더로 활약하였으며 2008-09 UEFA 챔피언스리그 도움왕에 올랐고 대표팀에서의 스탯까지 합치면 30개가 넘는 도움을 기록하며 세계 최고 수준의 패스 능력을 증명하였다.

## 국가대표팀 경력
차비 에르난데스는 스페인 축구 국가대표팀에서 2000년 하계 올림픽 대표팀을 시작으로 2002년 FIFA 월드컵, UEFA 유로 2004, 2006년 FIFA 월드컵 등 각종 국제 대회에 참가하였으며, 총 130번의 국제 경기에 나서, 13골을 기록하였다.
차비 에르난데스는 UEFA 유로 2008에서 스페인 축구 국가대표팀의 주전으로 활약하였다. 러시아와의 준결승전에서 선제골을 기록하고, 독일과의 결승전에서 페르난도 토레스의 결승골을 어시스트하였다. 대회기간 평균 89%의 패스성공률을 보였다. 이 같은 활약으로 그는 대회 최우수 선수(MVP)로 선정되었다.
2년 후 2010년 FIFA 월드컵에서 전 경기에 출전해 스페인의 첫 우승을 이끌었는데, 포르투갈과의 16강전에서 다비드 비야의 결승골을, 독일과의 준결승전에서는 코너킥으로 카를레스 푸욜의 결승골을 어시스트했다. 이 활약으로 그 두 경기 모두 공식 최우수 선수로 선정되었다.

## 수상

### 선수

#### 바르셀로나(1998~2015)
- 라리가 : 1998-99, 2004-05, 2005-06, 2008-09, 2009-10, 2010-11, 2012-13, 2014-15
- 국왕컵 : 2008-09, 2011-12, 2014-15
- 수페르코파 데 에스파냐 : 2005, 2006, 2009, 2010, 2011, 2013
- UEFA 챔피언스리그 : 2005-06, 2008-09, 2010-11, 2014-15
- UEFA 슈퍼컵 : 2009, 2011
- FIFA 클럽 월드컵 : 2009, 2011

#### 알 사드(2015~2019)
- 카타르 스타스 리그 : 2018-2019

- 카타르 에미르컵 : 2017
- 카타르 컵 : 2017
- 카타르 슈퍼컵 : 2017

#### 스페인
- UEFA 유로 : 2008, 2012
- FIFA 월드컵 : 2010
- 하계 올림픽 은메달 : 2000
- FIFA U-20 월드컵 : 1999

### 감독

#### 알 사드 (2019~2021)
- 카타르 스타스 리그 : 2020-21
- 카타르 컵 : 2020, 2021
- 셰이크 자심 컵 : 2019
- 카타르 에미르 컵 : 2020, 2021
- 카타리 스타스 컵 : 2019-20

#### 바르셀로나 (2021~)
- 라리가 : 2022-23
- 수페르코파 데 에스파냐 : 2022-23

### 개인
- 발롱도르[7] : 3위 (2009, 2010, 2011), 4위 (2012), 5위 (2008)
- FIFA 올해의 선수 : 3위 (2009), 5위 (2008)
- UEFA 올해의 미드필더 : 2008-09
- UEFA 올해의 팀 : 2008, 2009, 2010, 2011, 2012
- 라리가 신인왕 : 1999
- 라리가 올해의 자국 선수 : 2005
- 라리가 올해의 미드필더[8] : 2009, 2010, 2011
- FIFPro 월드 베스트 XI : 2008, 2009, 2010, 2011, 2012, 2013
- FIFA 클럽 월드컵 실버볼 : 2011
- FIFA 클럽 월드컵 브론즈볼 : 2009
- ESM 올해의 팀 : 2008–09, 2010–11, 2011–12
- 월드 사커 올해의 선수 : 2010
- 스페인 올해의 운동 선수 : 2009
- 글로브 사커 어워드 커리어 공로상 : 2013
- 스페인 왕립 협회 금메달 : 2010[9]
- 아스투리아스 공상 : 2010, 2012
- 마르카 레전드 : 2015

#### 국가대표
- FIFA 월드컵 드림팀 : 2010
- UEFA 유로 대회 MVP : 2008
- UEFA 유로 대회 베스트 : 2008, 2012
- 2006년 FIFA 월드컵 MoM : vs. 우크라이나 (조별리그)
- 2009년 FIFA 컨페더레이션스컵 MoM : vs. 남아프리카공화국 (조별리그)
- 2010년 FIFA 월드컵 MoM : vs. 포르투갈 (16강전), vs. 독일 (준결승전)

#### 선정
- 발롱도르 드림팀 : 2020[10]
- UEFA 궁극의 팀 : 2015
- UEFA U-21 유로 역대 베스트 : 2015
- 뉴욕 시티 명예의 전당 : 2015
- 돈 발롱 00년대 베스트 : 2009
- IFFHS 역대 베스트 : 2021

## 같이 보기
- A매치 100경기 이상 출전한 축구 선수 명단